# Heinrich-Zille-Siedlung

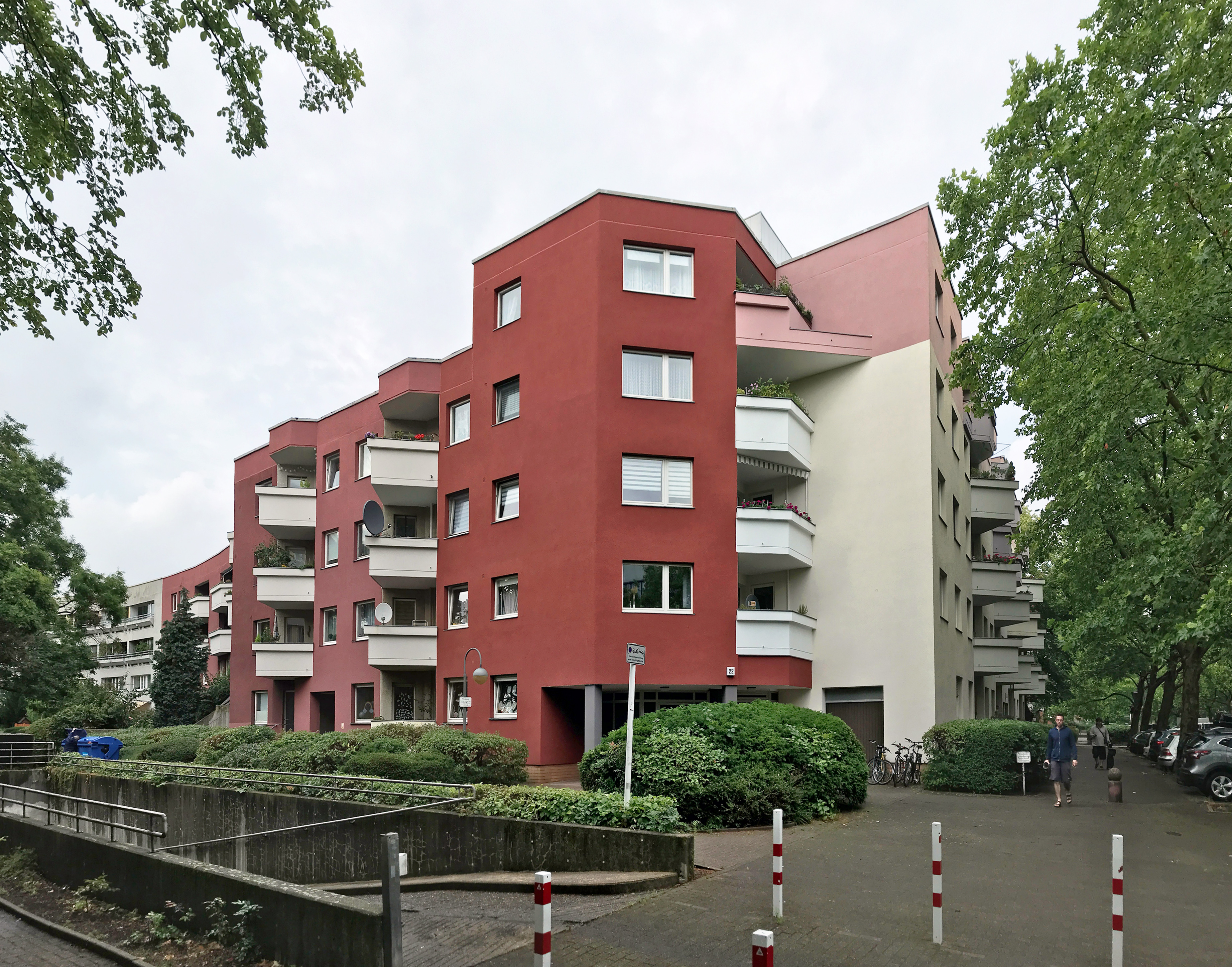
Bauteil von Bodo Fleischer und Hanno Hübscher, Otto-Dix-Straße

Die Heinrich-Zille-Siedlung ist eine Wohnsiedlung im Berliner Ortsteil Moabit, die zwischen 1976 und 1981 gebaut wurde. Sie ist benannt nach dem Grafiker, Maler und Fotografen Heinrich Zille (1858–1929).

## Lage und Geschichte
Die Heinrich-Zille-Siedlung liegt im Bereich von Seydlitzstraße, Otto-Dix-Straße, Claire-Waldoff-Promenade, Lesser-Ury-Weg, Invalidenstraße und Rathenower Straße im Ortsteil Moabit. Auf dem Gebiet der heutigen Heinrich-Zille-Siedlung befand sich die Kaserne des 2. Garde-Ulanen-Regiments, einem Kavallerieverband der Preußischen Armee. Entwürfe von Albert Speer aus der Zeit des Nationalsozialismus sahen vor, hier für die geplante Nord-Süd-Achse ein Wasserbecken und Wehrmachts-Verwaltungsbauten zu errichten. Da von diesen Planungen kaum insgesamt etwas realisiert wurde, blieb die Kaserne des 2. Garde-Ulanen-Regiments bis in die 1960er Jahre stehen, wenn auch beschädigt. Nach dem Abriss der Kaserne begann in den 1970er Jahren die Planung der neuen Wohnsiedlung.
Ein städtebauliches Gutachterverfahren wurde 1976 in zwei Stufen durchgeführt. Aus den Entwürfen der ersten Stufe wurden die Beiträge von Volker Theissen und Hasso Windeck zur weiteren Bearbeitung ausgewählt. Eine zweite Stufe führte dann zu der Entscheidung, den städtebaulichen Entwurf von Volker Theissen umzusetzen.

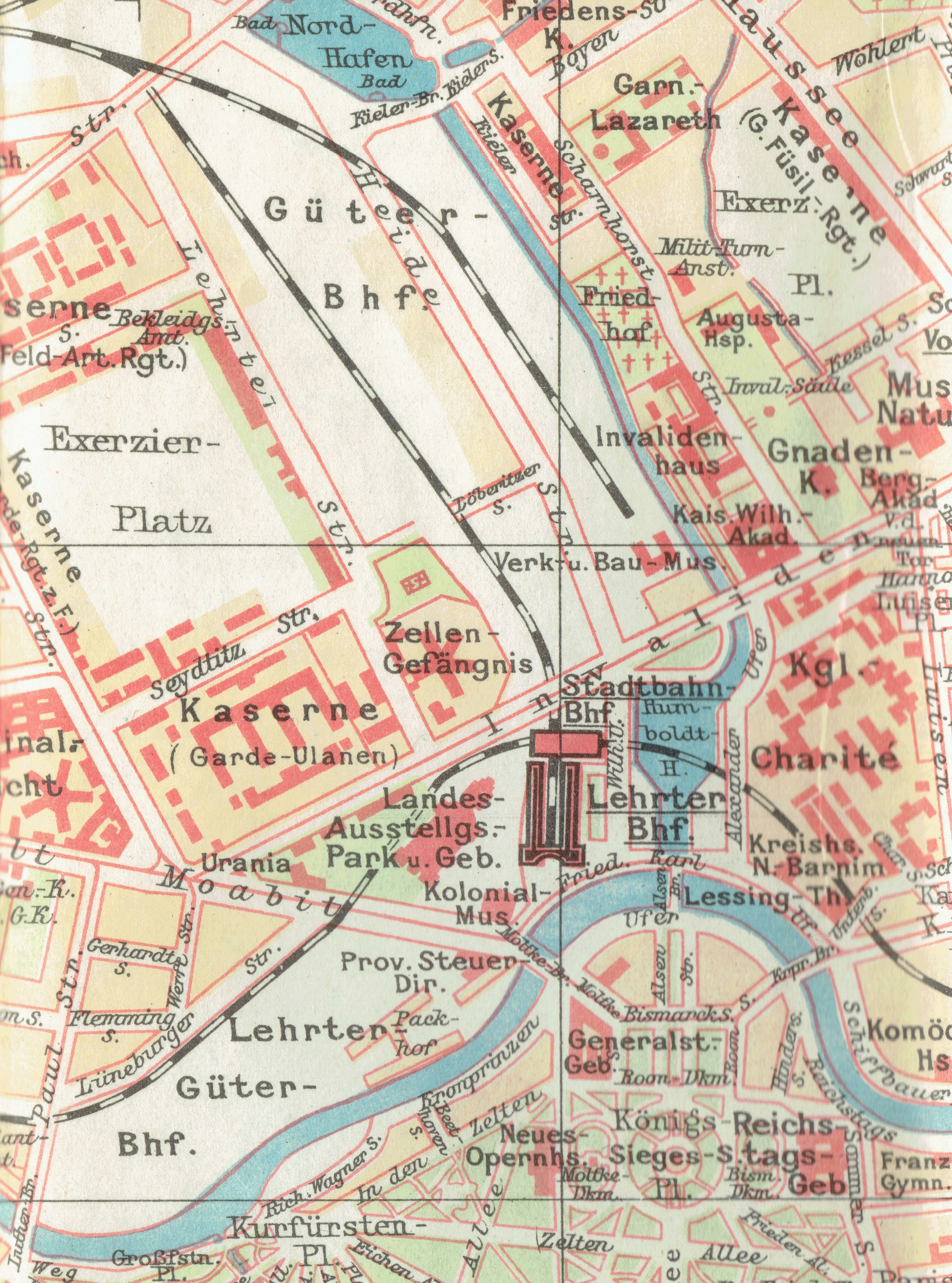
Lage der Kaserne der Garde-Ulanen in der Invalidenstraße in Berlin-Moabit, Kartenausschnitt 1915

## Planung und Bauten
Ausgeführt wurden die Siedlungsbauten in der Zeit zwischen 1976 und 1981. Die Bauherren der Siedlung waren unter anderem die Neue Heimat und die BEWOGE. Die Aufträge für die Planung der einzelnen Wohnbauten verteilte man unter den Planungsbüros, die sich an dem Gutachterverfahren beteiligt hatten. Neben Volker Theissen und Hasso Windeck erhielt auch Georg Heinrichs einen Auftrag sowie Bodo Fleischer. Weitere Wohnhäuser wurden von K. H. und M. Hanebutt gebaut und dem Planungsbüro Benze. Bodo Fleischer arbeitete zusammen mit Hanno Hübscher; der Planungspartner von Volker Theissen war der Architekt Rudolf Schupisser. Der Name von letzterem wird in der Literatur unterschiedlich buchstabiert, es finden sich folgende Schreibweisen: Schupisser (ohne „h“), Schuppisser (mit zwei „p“) und auch Schuhpisser (mit „h“), mitunter sogar zwei verschiedene Schreibweisen in derselben Publikation.
Planer der Außenanlagen waren Becher, Bournot und Slopianka, Vogel.
Gemeinsam mit den Wohnhäusern wurde auch ein Schulgebäude errichtet, das Oberstufenzentrum Banken, Immobilien und Versicherungen, Alt-Moabit 10. Entworfen haben den Schulbau Barbara Benzmüller und Wolfgang Wörner, unter Mitarbeit von Wolfgang Breweng und Anton Valder. Bauherr der Schule war die Degewo.
Eine Besonderheit der Siedlung ist deren kleinteilige Struktur. Die einzelnen Blöcke sind in jeweils zwei Hälften geteilt, mit geschwungenen Hofbebauungen. Ungewöhnlich für den Sozialen Wohnungsbau war zudem, dass man Tiefgaragen baute.